# Enrique Marty
Enrique Marty (Salamanca, 1969) es un artista visual y pintor español. Es licenciado en Bellas Artes por la Universidad de Salamanca y sus pinturas, esculturas, vídeos o instalaciones exploran lo siniestro y lo perturbador en lo cotidiano.

## Obra
Influenciada por el cine y el horror psicológico, la obra de Enrique Marty desvela lo abyecto y lo perverso en escenas que evocan pesadillas, deformidades y violencia irracional. A través de una estética que combina lo figurativo y lo narrativo, Marty crea una visión perturbadora de la realidad, donde lo familiar se convierte en un escenario de caos y desesperación, lo que le permite traspasar los límites tradicionales del arte bidimensional y adentrarse en la creación de instalaciones multidisciplinares que incluyen escultura, pintura y vídeo.
Su obra ha sido expuesta en museos, centros de arte y galerías europeas, y en países como Estados Unidos, México, Japón o Filipinas. Sus piezas forman parte de colecciones españolas e internacionales.
El proyecto pictórico “La familia” se expuso en el año 2000 en el Museo Reina Sofía (Madrid). Después, el comimsario Harald Szeemann seleccionó el proyecto para la exposición colectiva “El real viaje Real/The Real Royal Trip”, que se mostró en el MoMA PS1 (Nueva York) y en el Museo Patio Herreriano de Arte Contemporáneo Español (Valladolid).
La obra de Marty se ha mostrado en museos y bienales de Europa, Latinoamérica y Asia, destacando su paso por la Bienal de Arte de Venecia en 2001 y 2005.En 2006 expuso “Flaschengeist” en el MUSAC (León).
Su obra se ha mostrado en Kunsthalle Mannheim, Palazzo Sant'Elia (Palermo), Centro de Arte y Medios Tecnológicos de Karlsruhe (ZKM) o Museo Lázaro Galdiano (Madrid) o DA2  (Salamanca).
“De Profundis”, su última exposición individual, se ha producido desde una orientación site-specific para mostrarse en la Catedral de Amberes en 2024. 

## Publicaciones
- ”Teatro de la memoria”, Ediciones Universidad de Granada, Granada, 2021. ISBN: 978-84-338-6550-2
- “Observer, observed”, Nocapaper, Santander, 2018. ISBN: 978-84-947660-1-5
- “Flaschengeist. La caseta del alemán”, MUSAC, León, 2005. ISBN: 84-934541-7-6